# Unter anderen Umständen: Dominiks Geheimnis
Dominiks Geheimnis ist ein deutscher Fernsehfilm von Ziska Riemann aus dem Jahr 2024. Es handelt sich um die 22. Folge der Krimiserie Unter anderen Umständen mit Natalia Wörner in der Hauptrolle.

## Handlung
Durch die Flensburger Altstadt flattert ein kleiner Zettel, auf dem ein Dominik Wiesner schreibt, dass er als vermisst gemeldet sei, in einem Keller im Haus Kreuzkamp 7 gefangen gehalten werde und Hilfe benötige. Mit Hilfe eines aufmerksamen Flaschensammlers findet er seinen Weg zur Polizei, allerdings ist der Teil mit der Adresse versehentlich abgerissen worden.
Der Film springt drei Monate zurück. Jana Winter wartet am Ausgang der Schule auf ihren Sohn Leo, um mit ihm am Hafen ein Fischbrötchen zu Essen. Er lehnt dankend ab und verlässt sie gemeinsam mit seiner, der Mutter bis dahin nicht bekannten Freundin Anni. Durch Zufall lernt Winter dort Rosalie Wiesner kennen. Sie vermisst ihren 15-jährigen Sohn Dominik, der am Abend zuvor nicht nach Hause gekommen ist und auch nicht in der Schule war. Winter bringt sie nach Hause, da sie ohnehin vorgehabt hatte, sich an die Polizei zu wenden. Im Gespräch mit ihr und ihrem Mann Henning bekommt sie weitere Hinweise, unter anderem, dass er auch nicht per Handy zu erreichen sei. An der Schule werde er gemobbt, aus Sicht seines Vaters sei er ein Eigenbrötler, der weniger Bücher lesen und mehr Sport treiben solle. Über seinen PC lässt sich herausfinden, dass sich Dominik in Foren mit Homosexuellen ausgetauscht hatte. Später schätzt Hamm die ganze Angelegenheit als Fall für die örtliche Polizei ein, die für jugendliche Ausreißer zuständig sei. Beide beginnen trotzdem, an der Schule zu recherchieren, und finden heraus, dass Dominik in jemanden verliebt sei, dessen Name mit einem A beginnt. Sein Mitschüler Kaan Sahin berichtet, dass er Dominik am Tag zuvor gesehen hatte, wie er, mit einem großen Rucksack, als wolle er länger fort, in Richtung Hafen gegangen sei. Nach Durchsicht der zahlreichen Aufnahmen der dortigen Überwachungskameras stellt sich heraus, dass er dort nicht angekommen war. Da Dominiks Handy, durch einen Suchhund, in einem Straßengully gefunden worden war, erscheint es möglich, dass der Junge doch einem Verbrechen zum Opfer gefallen sein könnte. Nachdem die KTU es wieder hergestellt hatte, stellt sich heraus, dass der letzte Anruf, den er getätigt hatte, bei Kaans Familie war. Sein Vater Adnan behauptet zunächst, dass Dominik, der sich regelmäßig dort als Babysitter für die kleine Tochter etwas verdient hatte, absagen wollte. Nachdem Photos einer mobilen Kamera zur Geschwindigkeitsüberwachung aufgetaucht waren, auf denen, kurz nacheinander, Dominik und Adnan zu sehen waren, muss er einräumen, dass er von dem Jungen um 2000 Euro erpresst worden war, denn er hatte ihn zu Hause, als Crossdresser, in den Kleidern seiner Frau gesehen. Dass das Handy in den Gully gefallen war, sei versehentlich, im Rahmen eines Streites, geschehen.
Nachdem Winter Dominiks Lehrer Gustav Mikkelsen kennengelernt hatte, wird sie von ihm zum Weintrinken nach Hause eingeladen. Später findet Dominiks Mutter einen handschriftlichen Abschiedsbrief im länger nicht geleerter Briefkasten, in dem er mitteilt, er wäre gegangen, da er die Homophobie seines Vaters nicht mehr ausgehalten habe. Nach zehn Tagen wird die Suche nach Dominik eingestellt.
Zurück zur aktuellen Entwicklung. Da der Zettel und der Brief unterschiedliche Schriften zeigen, wird ein Schriftvergleich durchgeführt. Er ergibt, dass der Zettel von Dominik stammt und der Abschiedsbrief von jemand anderem geschrieben worden war. Winter mutmaßt, dass es jemand aus seiner Klasse war und bittet Mikkelsen um Hilfe. Später stellt sich heraus, dass es Kaan war, der auch Dominiks Tagebuch gestohlen hatte. Er räumt die Tat ein. Als Grund gibt er an, dass er seinen Vater, der mittlerweile offen als Frau lebt, habe vor Nachforschungen schützen wollen. In dem Tagebuch findet Winter ein Photo, dass Dominik mit nacktem Oberkörper vor einer Tapete stehend zeigt. Winter kennt die Räumlichkeiten von ihrem Besuch bei Mikkelsen. Eine Recherche ergibt, dass er, mit Alexander, einen zweiten Vornamen hat, der mit A beginnt. Es stellt sich heraus, dass sich Dominik in seinen Lehrer verliebt hatte. Er hatte ihm versprochen, die Schule zu verlassen, um mit ihm in Dänemark ein neues Leben zu beginnen, es aber nicht umgesetzt. Nachdem Dominik überraschend bei ihm aufgetaucht war und dieses von ihm gefordert hatte, wurde er von Mikkelsen heimlich mit Schlafmittel betäubt und, aus Furcht vor der Entdeckung, in seinem Keller eingesperrt.
Als Winter und Hamm an dem Haus ankommen, um Dominik zu befreien, finden sie es verlassen vor. Dominik und Mikkelsen sind, kurz zuvor, in Richtung Dänemark losgefahren. Es gelingt den Ermittlern, die Verfolgung aufzunehmen. Als Mikkelsen dieses merkt, steuert er das Auto über eine Klippe ins Meer. Es gelingt Hamm, den Jungen aus dem sinkenden Auto zu befreien.

## Hintergrund
Dominiks Geheimnis wurde vom 27. März bis zum 26. April 2023 unter dem Arbeitstitel Durchgebrannt in Hamburg und Schleswig-Holstein gedreht. Die Erstausstrahlung im Deutschen Fernsehen erfolgte am 29. Januar 2024, am 20. Januar war der Film in der ZDF-Mediathek abrufbar.
Bei dieser 22. Episode hat erstmalig Martin Brambach in der Rolle von Arne Brauner nicht mitgespielt.

## Rezeption

### Einschaltquoten
Die Erstausstrahlung von Dominiks Geheimnis am 29. Januar 2024 im ZDF verfolgten 7,54 Millionen Zuschauer, dies entsprach Marktanteilen von 27,4 Prozent.

### Kritiken
Tilmann P. Gangloff schrieb bei Tittelbach.tv: „Eine Figur (Anm: Dominiks Vater) ist etwas klischeehaft geraten, aber das Ensemble ist ausnahmslos sehenswert, zumal Regisseurin Ziska Riemann gerade die jugendlichen Mitwirkenden ausgezeichnet geführt hat.“
Bei film-rezensionen meinte Oliver Armknecht: „So wichtig es ist, auf Diskriminierung hinzuweisen oder auch darauf, dass die Menschen zu wenig auf andere achten, sollte das auf eine Weise erzählt werden, die auch natürlich wirkt. Trotz einer routiniert und überzeugend auftretenden Natalia Wörner, die immer wieder ihr schauspielerisches Talent demonstriert, das ist einfach alles zu konstruiert und überzogen.“
Christopher Schmitt von Prisma.de schrieb: „Sieht man von den Einblicken in das Privatleben der Kommissarin ab, bleibt ein mittelmäßiger bis ordentlicher Krimiplot. Hier werden ein paar Hinweise gestreut, dort ein paar Nebelkerzen geworfen. Mit dem Sprung zurück in die Gegenwart und der Neuaufnahme der Ermittlungen nach dem vermeintlichen Hinweis zieht die Spannung jedoch noch einmal deutlich an.“
TV Spielfilm beschreibt den Film als Verwinkelt erzählter Fall mit einer guten Portion Gefühl und gibt einen Daumen hoch.